# Zámek Karačonji v Novém Miloševu
Zámek Karačonji v Novém Miloševu byl postaven v roce 1857 v Beodře (dnes sloučený s Novým Miloševem) a je jednou z kulturních památek velkého významu.
Na svém panství postavil zámek Laszlo Karačonji jako reprezentativní obytnou budovu, která svou prostorovou dispozicí, objemem a architektonickým designem zaujímá dominantní postavení v rozlehlém parku. Zámek je postaven v klasicistním stylu, má protáhlou obdélníkovou základnu. Uprostřed přední části se nachází výrazná veranda a symetricky mělké rizality, které končí tympanonem. Centrální veranda v přízemí má sloupy obdélníkového průřezu a v horní části korintské sloupy s holým vlysem a trojúhelníkovým tympanonem. Okna jsou umístěna v polích mezi pilastry s přízemními hlavicemi a půlkruhovými průčelími v přízemí a korintskými hlavicemi v prvním patře. 
V bezprostřední blízkosti zámku se v areálu nacházejí pomocné hospodářské objekty: stáje, sklady, stodoly a hospodářské stavení, které společně s hlavní budovou zámku tvoří architektonicky a stylisticky jedinečný a dobře koordinovaný komplex.
Konzervační práce byly provedeny v letech 1980, 1985 a 1991.

## Historie zámku po rodině Karačonji
Na konci první světové války byl zámek opuštěn Laszlovým vnukem Aladarem Karačonjim. Koncem roku 1918, během rozpadu rakousko-uherské říše vtrhl do zámku dav, vykradl zámek a zničila inventář. V roce 1919 se Michail Rodzianko, ruský emigrant a prezident ruské dumy, přestěhoval do zámku, kde žil až do své smrti v roce 1924. Zámek byl roku 1938 prodán obci Beodra, která použila zámek jako budovu pro základní školu. Během druhé světové války byl na zámku zřízen psychiatrický ústav. Po válce byl v zámku umístěn domov pro děti padlých bojovníků, domov pro nezaopatřené dívky a od roku 1960 základní škola "Miloš Popov". V roce 1980 se společnost chemického průmyslu Chinom stěhuje do budovy zámku a zůstává tam až do roku 2000, kdy krachuje. Poté zůstává zámek Karačonji nevyužitý a nachází se ve špatném stavu.

## Galerie

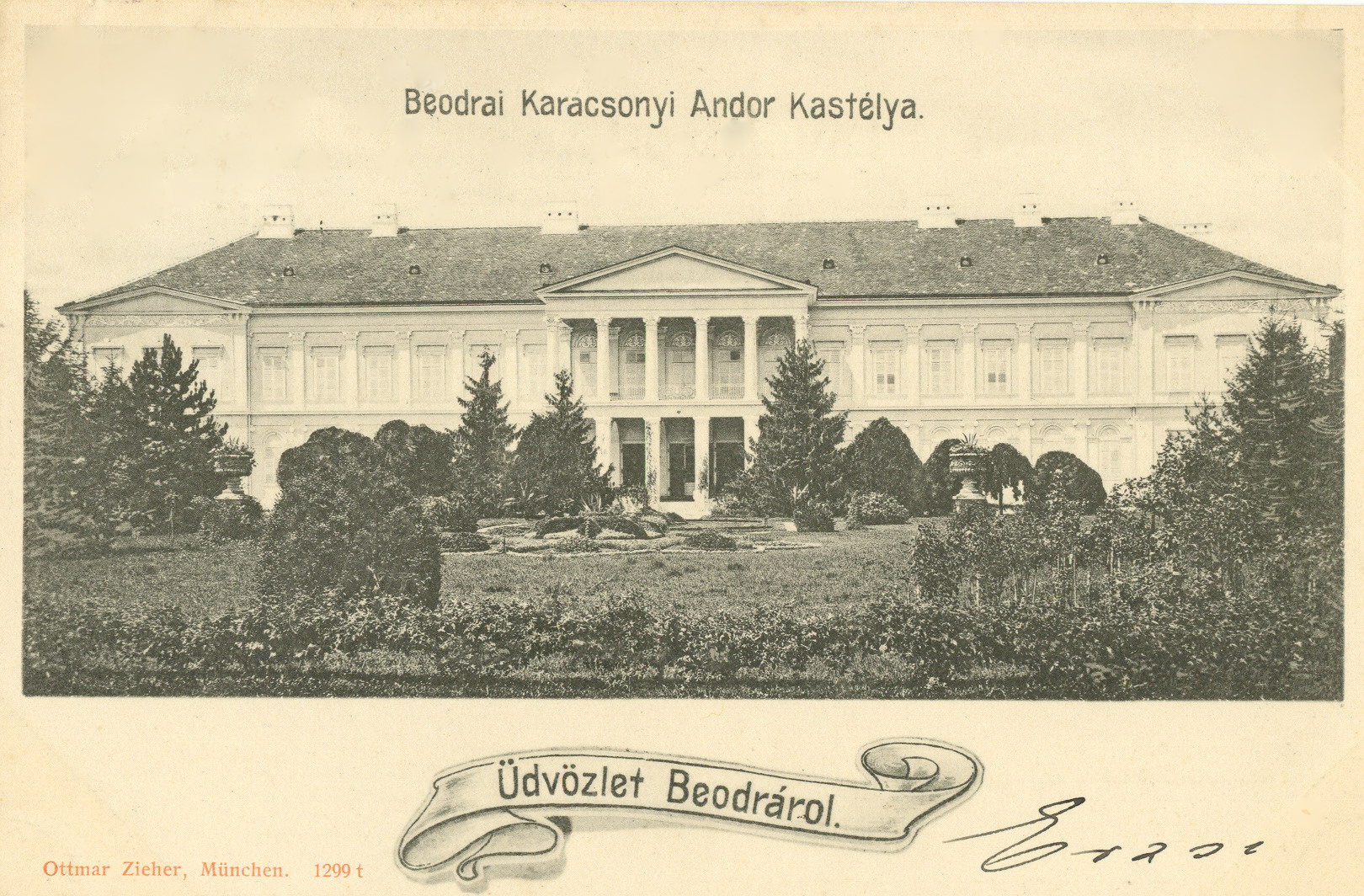
Hrad Karačonji v roce 1911
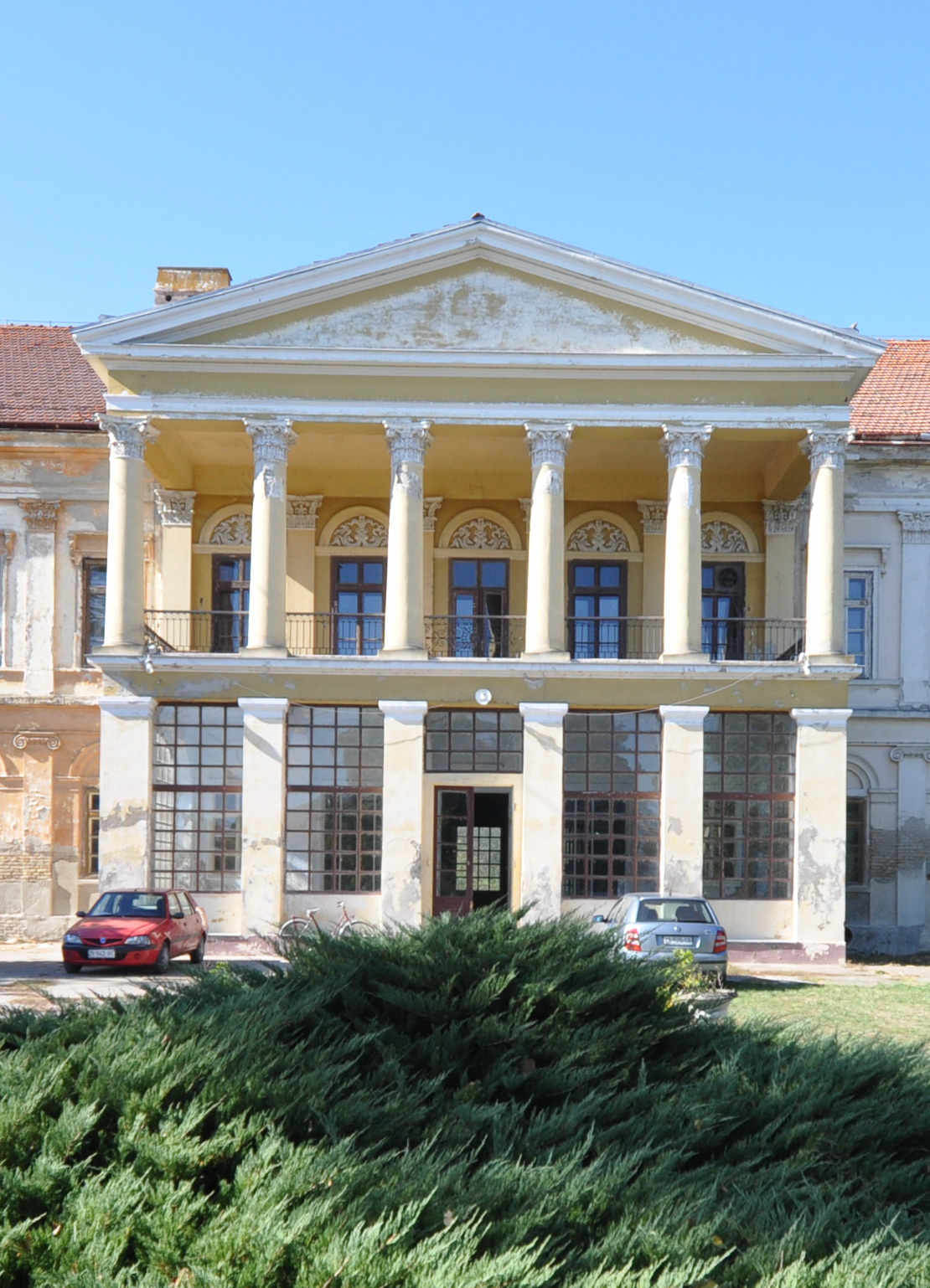
Portik
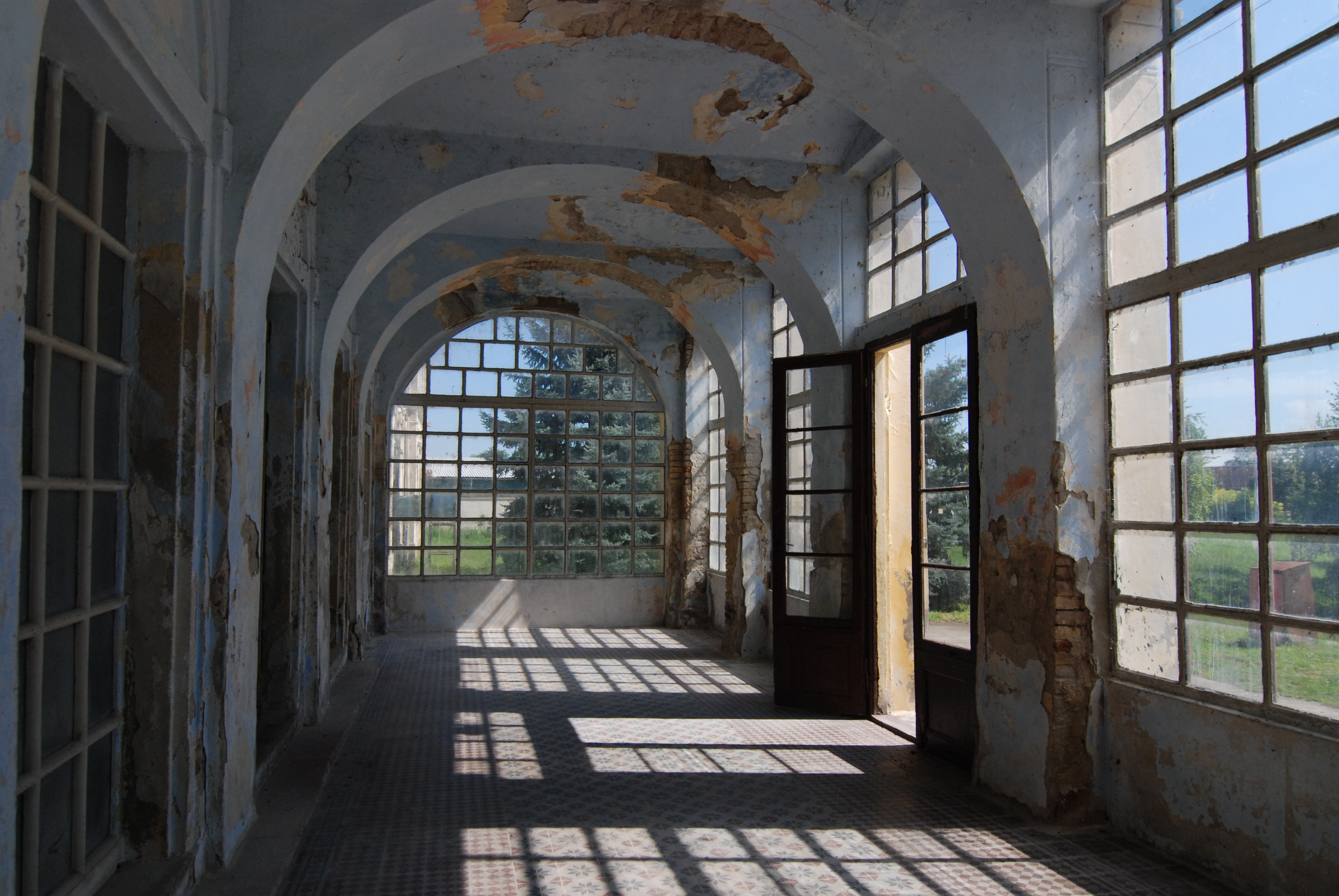
Entré
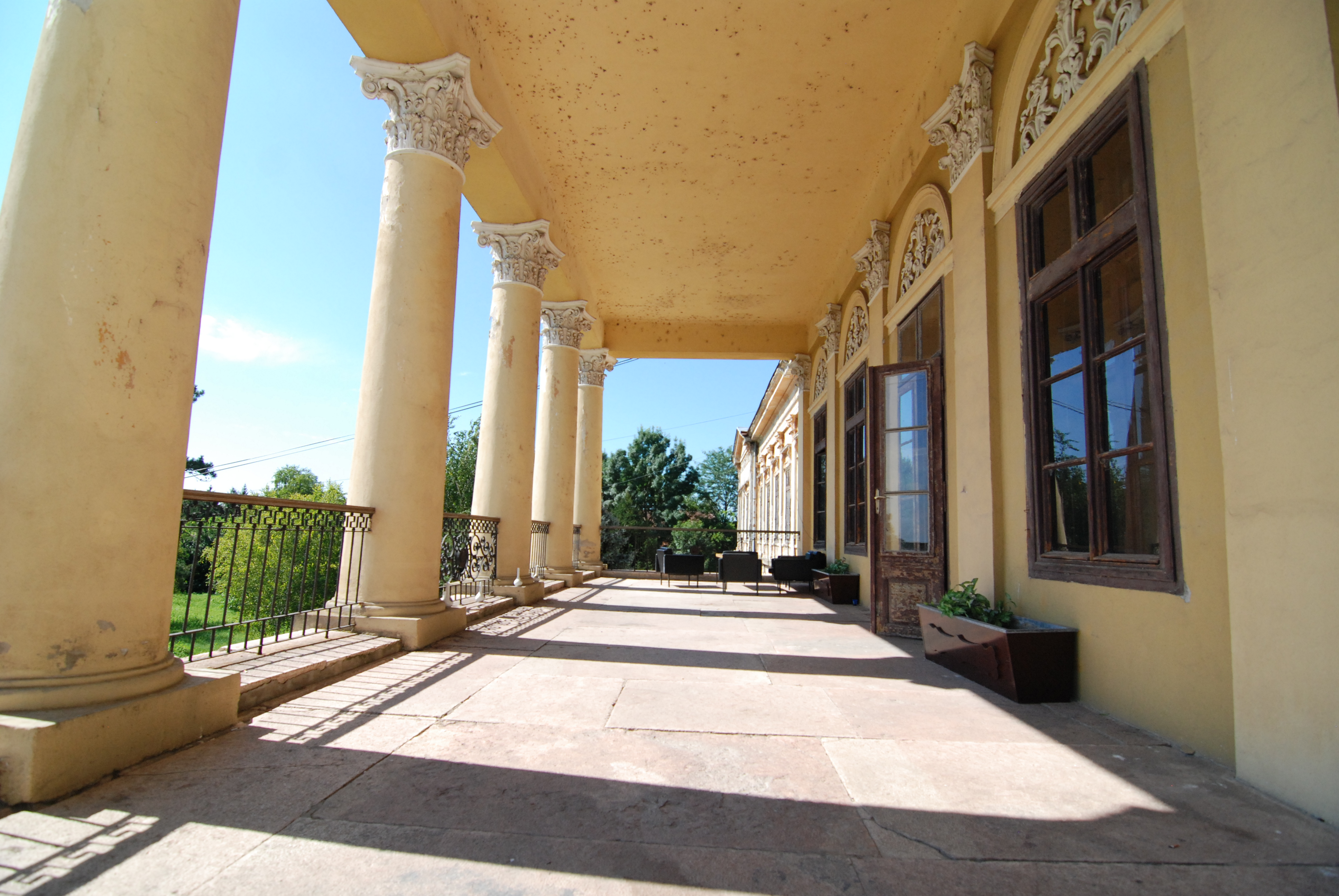
Terasa
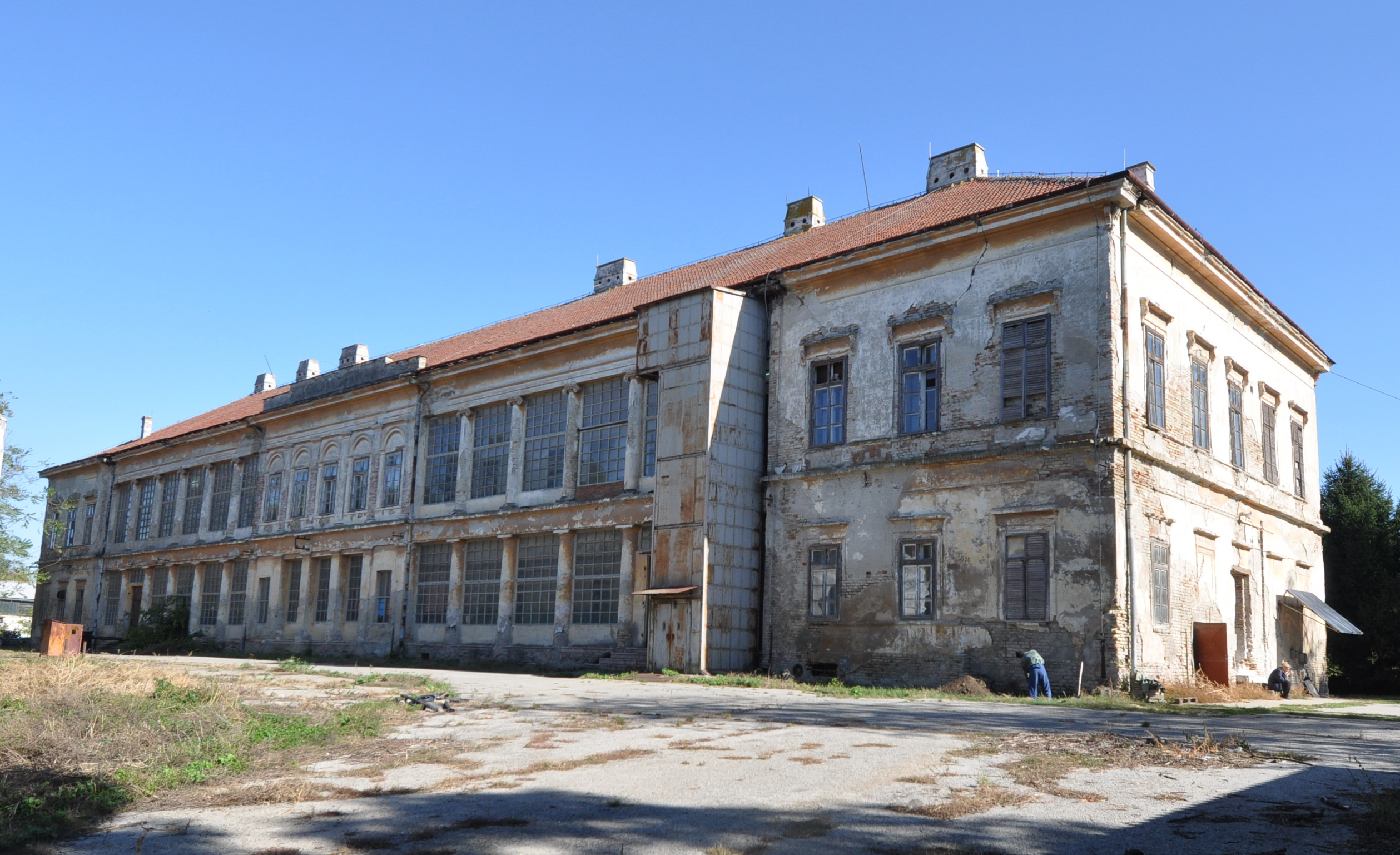
Severozápadní fasáda